# 成沶妍
成沶妍（羅馬化：Sung Shi-Yeon ，1975年—），韩国指挥家。

## 生平
成沶妍出生于釜山，四岁起学习钢琴，13岁即举办了独奏音乐会。从首尔艺术高等学校毕业后，成沶妍先后入读苏黎世艺术大学和柏林艺术大学，2001年至2006年间在柏林汉斯·艾斯勒音乐学院随罗尔夫·罗伊特完成了指挥专业的硕士课程，随后于斯德哥尔摩皇家音乐学院师从约尔马·帕努拉。
2002年，她在柏林首次登台指挥了歌剧《魔笛》，之后在德国多地歌剧院工作。2003年至2006年间担任柏林洪堡大学“cappella academica”交响乐团首席指挥。2006年，成沶妍在乔治·索尔蒂国际指挥比赛中夺魁，是首位获此奖项的女性指挥家。2007年，在班贝格举行的古斯塔夫·马勒指挥比赛中获第二名（第一名空缺），同年被聘为波士顿交响乐团的助理指挥，直至2010年。
2009年，成沶妍获得德国崇德社颁发崇德音乐奖（ZONTA Musikpreis）。她曾任首尔市立交响乐团助理指挥（2009－2013年）以及京畿爱乐乐团首席指挥（2014－2017年），目前活跃在欧洲。